# Martin de Coruña
Martin de Coruña, (en espagnol : Martín de Coruña), aussi connu sous le nom de Martin de Jésus (né en Galice à La Corogne vers 1484 - décédé à Pátzcuaro, Mexique, Nouvelle-Espagne le 25 septembre 1558), est un missionnaire et explorateur espagnol franciscain du XVIe siècle envoyé en Nouvelle-Espagne. Il est l'un des membres du groupe dit des Douze Apôtres du Mexique.

## Biographie
Entré chez les Franciscains en Espagne, il est successivement en poste à Saint-Jacques-de-Compostelle puis à en Estrémadure lorsqu'il est choisi en 1523 pour faire partie du groupe de missionnaires envoyés en Nouvelle-Espagne pour y commencer l'évangélisation du Nouveau Monde. Arrivé à Mexico avec le reste du groupe en mai 1524 il est reçu avec ses compagnons par Hernán Cortés avant d'être envoyé dans le Michoacán pour y commencer une mission. En 1531 il accompagne son supérieur Martin de Valencia dans une première expédition dans le Tehuantepec avec le projet de fondation d'une nouvelle mission. Fait marquant de sa vie, en 1535 il accompagne Hernán Cortés dans l'exploration de ce qui deviendra la Nouvelle-Galice. Au terme de cette expédition il est nommé gardien du couvent de Cuernavaca, puis en 1538 retourne dans la région de Michocán où il y restera jusqu'à sa mort œuvrant à la conversion des Tarasques. 
Martin de Coruña est aussi connu pour un petit texte sous le titre de Relación de las ceremonias y ritos, población y gobierno de la provincia de Mechuacán décrivant cérémonies et rites des indigènes de Mechuacán. Ce texte fut remis au vice-roi Mendoza en 1541 mais ne fut imprimé qu'en 1875.